# Graphis pacifica
Graphis pacifica is een slakkensoort uit de familie van de Tofanellidae. De wetenschappelijke naam van de soort is voor het eerst geldig gepubliceerd in 2005 door Bandel.